# (31608) 1999 GR5
1999 GR5 (asteroide 31608) é um asteroide da cintura principal. Possui uma excentricidade de 0.05354970 e uma inclinação de 8.83329º.
Este asteroide foi descoberto no dia 12 de abril de 1999, por John Broughton em Reedy Creek.